# Hipposideros armiger
Hipposideros armiger — вид летучих мышей из семейства подковогубых (Hipposideridae). Обитает в Южной Азии, Юго-Восточной Азии и Китае. Рождает двух детенышей в год. МСОП оценивает вид вызывающий наименьшие опасения.

## Внешний вид и строение
Внешне похожа на близкородственную Hipposideros larvatus. Однако Hipposideros armiger крупнее и имеет четыре, а не три боковых дополнительных листочка с каждой стороны основного носового листка. Длина предплечья до 9,8 см, а вес до 60 г.

## Размножение
Размножается раз в год и рождает двух детенышей. Самки были обнаружены беременными с января по начало мая, в то время как детенышей замечали сидящими на теле матерей с февраля по июнь.

## Питание
Hipposideros armiger насекомоядна, ее рацион в основном состоит из жуков, бабочек и моли, мух и перепончатокрылых. Ее наблюдали в поисках пищи в расчищенных лесах, садах, между аллеями деревьев и вокруг уличных фонарей.

## Эхолокация
Летучая мышь осуществляет эхолокацию с частотой 65—75 кГц.

## Паразиты
На этом виде паразитируют наземные челюстные пиявки рода Sinospelaeobdella.

## Распространение и места обитания
Эта летучая мышь была обнаружена по всей Южной и Юго-Восточной Азии.
Вид был зарегистрирован в Северной и Северо-Восточной Индии, а также в Центральном, Восточном и Западном Непале в Южной Азии. Он встречается к югу от реки Янцзы в Китае, а также был зарегистрирован на островах Гонконг и Тайвань. В Юго-Восточной Азии он был зарегистрирован в Мьянме, Таиланде, Лаосе, Вьетнаме и Малайзии. Он был обнаружен на высоте 100—2031 метров над уровнем моря.
Это низколетящий вид. В Южной Азии он обитает в высокогорье, в горных и бамбуковых лесах. Было зафиксировано, что он днюет в одиночку, а также небольшими колониями из нескольких летучих мышей в пещерах, на чердаках домов, верандах старых домов и старых храмах с летучими мышами других видов.
В Китае этот вид встречается в различных местообитаниях. Известно, что они днюют в пещерах и различных искусственных сооружениях колониями из сотен летучих мышей, вместе с летучими мышами рода Rhinolopus.
В Юго-Восточной Азии Hipposideros armiger днюет в пещерах, но известно, что она ищет корм в районах, удалённых от мест расположения своих колоний.

## Угрозы и охрана
Вид широко распространен и имеет большую численность популяции. Он был оценен МСОП как вид, вызывающий наименьшее беспокойство. Локальные угрозы для вида включают вырубку лесов, сельское хозяйство, добычу полезных ископаемых и нарушение мест днёвок в Южной Азии, а также нарушение мест ночевок и охоту для пропитания в Лаосе, Вьетнаме и Таиланде. Вид встречается в нескольких охраняемых районах по всему ареалу.